# Abisara intermedia
Abisara intermedia är en fjärilsart som beskrevs av Aurivillius 1899. Abisara intermedia ingår i släktet Abisara och familjen Riodinidae. Inga underarter finns listade i Catalogue of Life.